# Radio Miajadas
Radio Miajadas es una estación de radio de servicio público que emite en la demarcación de Miajadas por la TDT, actualmente es la única radio que emite por la TDT en la región extremeña. Su programación se basa en informar a la ciudad de Miajadas sobre lo que ocurre en la localidad, además emite programas de actualidad, música, deportes en directo, programas de salud, entrevistas, etc.